# Luigi Dottesio
Luigi Antonio Dottesio (Como, 14 gennaio 1814 – Venezia, 11 ottobre 1851) è stato un patriota italiano, molto attivo nella diffusione di opuscoli antiaustriaci e d'ispirazione mazziniana, prima e dopo il 1848. Intercettato dai gendarmi a Maslianico, mentre cercava di passare clandestinamente la frontiera svizzera, venne giustiziato dagli Austriaci a Venezia, nel 1851.

## Primi anni

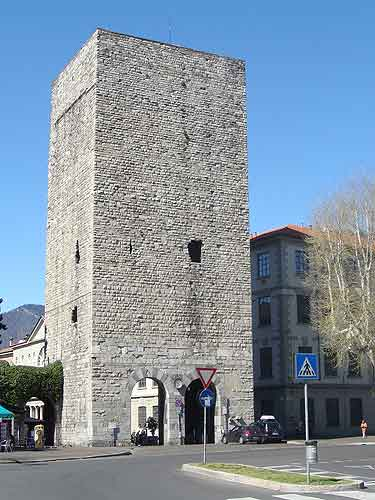
Porta Torre a Como, nei pressi della quale sorgeva la farmacia di Francesco Bonizzoni.

Giuseppina Perlasca, vedova di Luigi Bonizzoni e compagna di Dottesio.

Nacque a Como da Carlo e da Antonietta Casartelli nel 1814. Le umili condizioni della famiglia, di ceto medio basso, dove il padre era un tessitore, non gli consentirono di studiare oltre le prime classi delle elementari. Tuttavia, riuscì ad avere una buona educazione, migliorata anche dalla possibilità di partecipare a un corso libero di lingua tedesca tenuto nell'Imperial Regio Liceo, l'attuale Liceo Classico A. Volta di Como. Egli fu immediatamente attivo per il bene della sua città, infatti nel 1836 si prodigò per aiutare la popolazione colpita da un'epidemia di colera; in premio il Municipio gli conferì un posto di vicesegretario comunale e nel 1838 lo designò a rappresentare la città, vestito dell'antico costume di araldo, in occasione dell'incoronazione milanese dell'imperatore Ferdinando I. In quegli stessi anni egli divenne un fervente attivista della causa risorgimentale, iniziando anche a frequentare i circoli patriottici comaschi, entrando in contatto con il marchese G. Raimondi, e la farmacia di Luigi Bonizzoni, situata in un portico nei pressi di Porta Torre, il cui retrobottega era utilizzato come luogo d'incontro dei giovani del posto, nei quali più vivi erano i sentimenti di avversione alla dominazione austriaca e più ardente il desiderio di tradurre in atto la predicazione insurrezionale mazziniana.
Partecipando a questi incontri, conobbe Alessandro Repetti, che nel 1844 aveva acquistato la Tipografia Elvetica di Capolago, una nota impresa editoriale ticinese che si pose al servizio della causa democratica, ed entrò in affari con lui divenendo colui che gestiva il contrabbando e lo smercio del materiale propagandistico a Como, in ciò essendo agevolato dal suo ruolo di segretario comunale, ed arrivando addirittura a creare un piccolo deposito clandestino nel proprio ufficio.
A queste pericolose attività, Dottesio affiancò anche, occasionalmente, quella di scrittore: nel 1847 pubblicò il volume Notizie biografiche degli illustri comaschi, seguito da un fascicolo sul podestà Tommaso Perti, e, infine, nel 1848, da un pamphlet intitolato Il vescovo di Como, nel quale si scagliava contro il vescovo lariano monsignor Carlo Romanò, accusato di essere un prete ignorante e prepotente, amico dell'Austria e avverso ai principi liberali. Secondo alcuni, egli sarebbe anche stato l'ideatore della collana di fascicoli Documenti per la Guerra Santa d'Italia, definiti come la più importante impresa editoriale patriottica pubblicata con un determinato disegno durante tutto il periodo del Risorgimento.
Nel 1847, con la morte di Bonizzoni, Dottesio si legò sentimentalmente alla vedova, Giuseppina Perlasca, erede di una grande fortuna, ma l'unione fu ostacolata dalla famiglia di lei.
Quando nel 1848 giunse a Como la notizia dell'insurrezione milanese, Dottesio si aggrega ai volontari che partecipano alle cinque giornate e ottiene il grado di capitano della guardia nazionale lombarda.

## La prima guerra di indipendenza
Il 18 marzo 1848 giunse a Como la notizia dell'insurrezione di Milano, in seguito alla quale gruppi di volontari, tra cui Dottesio, si sollevarono anche nel capoluogo lariano. Dopo alcuni giorni di stallo i rivoluzionari comaschi riuscirono a cacciare gli Austriaci in maniera relativamente incruenta. Ciò permise la formazione di un corpo di volontari che si diresse verso Milano per riunirsi ai Corpi Franchi che là si erano formati; i comaschi tuttavia vi giunsero quando la città era già stata liberata.
Il governo provvisorio milanese li riorganizzò nei Corpi Volontari Lombardi e li mandò contro le truppe austriache in ritirata verso est; le spedizioni furono male organizzate in termini di armamenti e supporto, e raggiunsero scarsi risultati. In questo contesto Dottesio ottenne il grado di maggiore svolgendo compiti di collegamento tra i combattenti e il comando generale.
Tornato a Como, in maggio si arruolò nella Guardia Nazionale, in cui tuttavia ottenne solo il grado di capitano, collaborando con lo stato maggiore, in particolare con Antonio Arcioni.
Al ritorno degli austriaci il 10 agosto, dopo l'armistizio di Salasco, fuggì prima in Piemonte e in un secondo momento a Capolago.

## Dopo la guerra: il lavoro per la tipografia e i viaggi a Verona

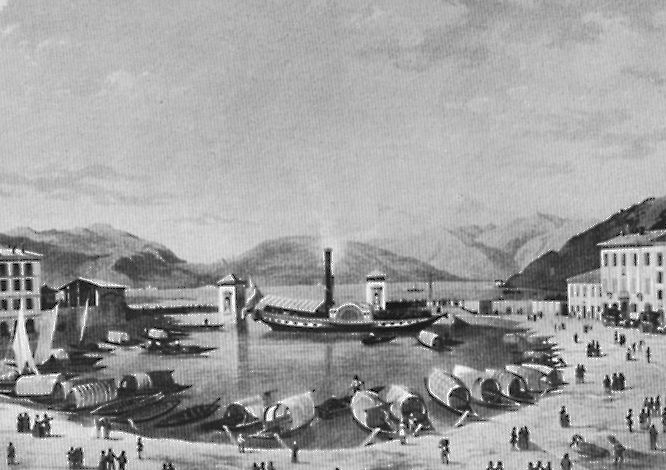
Il porto di Como in una stampa di metà Ottocento.

Cartina della città di Como in una stampa di metà Ottocento.

Nel 1849, nonostante gli insuccessi della campagna di guerra, Dottesio proseguì nella sua opera di propaganda antiaustriaca e cercò ancora di contribuire come capitano della guardia nazionale alle operazioni militari. Alla ripresa della guerra, nel marzo 1849, egli continuò ad alimentare la lotta partigiana e per questo motivo, il 20 aprile 1849, fu emesso un mandato d'arresto dalla Delegazione provinciale di Como contro di lui.
Fu così costretto ad abbandonare Como e si rifugiò in Ticino, presso i suoi amici che già erano riparati in terra elvetica. Nel mese di settembre, l'arresto fu revocato e ciò gli consentì di tornare nel comasco. A causa dei suoi trascorsi rivoluzionari, Dottesio non riuscì a riottenere l'impiego municipale di vicesegretario comunale e, forse per questo motivo, decise di dedicarsi clandestinamente alle dipendenze della Tipografia Elvetica, nonostante ufficialmente amministrasse i beni della Bonizzoni.
Nell'ottica di un nuovo tentativo insurrezionale, fra il gennaio e l'agosto del 1850, Dottesio intraprese due viaggi a Verona con lo scopo di mettersi in contatto con i gruppi patriottici locali e di costruire un comitato in grado di collegarsi con i centri di Milano e Lugano.

## L'arresto e il processo
Egli, tuttavia, come si è visto, era già da tempo sotto l'occhio vigile della polizia austriaca, alla quale era però mancata ancora l'occasione per arrestarlo.
Il 12 gennaio del 1851 a Capolago avrebbe dovuto tenersi la festa per il matrimonio tra Dottesio e la Bonizzoni. Quest'ultima, però, non disponendo dei documenti necessari per attraversare la frontiera, contava di riuscire a raggiungere il Ticino con il cognato del Repetti, fornito di regolare passaporto. Dopo una lunga attesa a Mendrisio, Dottesio, preoccupato del ritardo, decise di recarsi prima a Capolago e poi a Maslianico. Nel passare la frontiera fu fermato e arrestato dalla Gendarmeria per possesso di documenti scaduti e carte compromettenti. Non è mai stato chiarito come un contrabbandiere esperto abbia potuto correre il rischio di attraversare la frontiera con materiale pregiudizievole; al riguardo ci sono tre ipotesi: alcuni ritengono che, in preda all'agitazione, si fosse dimenticato delle carte, altri che fosse stato tradito dal segretario della tipografia, Luigi Daelli, ex ragioniere del vescovo filoaustriaco Romanò, e, secondo la questura genovese, spia austriaca; altri ancora che a tradirlo fu il bresciano L. Mazzoldi, gazzettiere italiano al servizio dell'Austria. Le ipotesi di tradimento risultano tuttavia, allo stato attuale della documentazione, meno convincenti della semplice casualità.
Tra le carte sequestrate, il documento più compromettente, «quello al quale il giudizio di guerra diede maggior peso, tanto che ne fu tenuto conto in modo del tutto particolare nella sentenza di morte» [R.Caddeo, La tipografia elvetica di Capolago] era una circolare di istruzioni della Società Patria. Si trattava di una società mazziniana di ispirazione rivoluzionaria che provvedeva alla propaganda, alla ricerca dei soldi necessari e alla organizzazione di nuclei attivi per l'indipendenza dall'Austria. Inoltre gli fu trovato un diario sul quale era appuntato un resoconto di viaggio presso corrispondenti mazziniani veneti.
Dottesio, condotto nel carcere di Como, rimase tranquillo, convinto della lealtà dei testimoni comaschi, i quali, infatti, non deposero contro di lui. Per guadagnare tempo, tentò di depistare le indagini mandando le guardie austriache alla ricerca di un certo Forni, antiaustriaco, pseudonimo utilizzato in realtà dallo stesso Dottesio a Milano. Trascorsi alcuni giorni, credendo ormai di essere salvo, rinunciò persino a un tentativo di evasione organizzato dai suoi collaboratori.
Gli austriaci, intanto, continuavano a cercare ribelli in tutto il Lombardo-Veneto, senza molto successo; tuttavia dopo un certo furono arrestati alcuni personaggi importanti come il funzionario governativo Oberti a Bergamo e un certo Maisner, libraio a Venezia. A Treviso, poi, il medico Flora testimoniò contro Dottesio, convincendo gli austriaci a continuare le indagini.
Da quel momento, estate 1851, Dottesio fu trasferito a Venezia dove ebbe luogo il processo, intentato principalmente sulla scorta delle dichiarazioni del Flora, che l'accusato non poté negare di conoscere. Dottesio decise allora di raccontare la sua storia, dall'esperienza della Guardia Nazionale all'incontro con la Bonizzoni. Riconobbe anche che l'attività di amministratore gli consentiva di compiere molti viaggi: in mancanza di un avvocato (che il diritto militare austriaco non prevedeva: l'accusatore stesso nel valutare le prove doveva svolgere anche il ruolo di difensore), cercò di mantenersi sulle generali.
Quando Dottesio avvertì il pericolo di essere riconosciuto colpevole, fece richiesta di continuare il processo solo in lingua italiana: gli austriaci lo invitarono a confessare l'alto tradimento per avere salva la vita, ma l'accusato rifiutò, ribadendo semplicemente di conoscere il Flora. Era convinto di rischiare solo la prigionia secondo l'articolo 430 del Codice Penale austriaco: «L'incolpato, convinto legalmente soltanto col mezzo della disposizione dei complici o del concorso delle circostanze, non potrà essere condannato tutt'al più che alla pena di vent'anni di carcere». Trascurava il fatto che nella circostanza vigeva il codice militare, in particolare, l'Art. V di guerra in aggiunta all'Art. 61 del Codice Penale Militare, introdotto in seguito alla ripresa del conflitto con i piemontesi nel 1849. Il processo contro Dottesio, sebbene inquisitorio, fu quindi formalmente legale e legittimo.
Fino al 30 agosto Dottesio rimase comunque ottimista e fiducioso nelle possibilità di intervento della fidanzata, sperando di poter essere salvato. La donna arrivò a Venezia, ma ne venne espulsa. Riuscì però a far giungere, attraverso un'amica aristocratica, la richiesta di grazia all'imperatore Francesco Giuseppe, tuttavia il giovane imperatore, appena salito al trono, concesse l'amnistia solo ai detenuti con pene inferiori a un anno.

## La condanna
Dottesio, dapprima detenuto a Como e poi trasferito nel luglio a Venezia, fu sottoposto a numerosi interrogatori, ma non fece mai nomi e respinse le reiterate offerte di impunità in cambio della collaborazione, ammettendo solo le circostanze che non poteva negare a causa delle prove schiaccianti. Tuttavia, in quegli stessi giorni, il medico Paolo Flora veniva anch'egli interrogato. Questi, assai spaventato, fu indotto dagli inquirenti a confidarsi con un sacerdote, tale abate Pianton di Venezia, definito famigerato pel suo austriacantismo, che lo convinse, infine, a rilasciare dichiarazioni compromettenti, nei confronti suoi e di altri, tra i quali, in particolare, proprio Dottesio e Maisner.
Dato che per i reati politici vigeva il codice penale militare, Dottesio fu condotto, il 25 luglio e il 30 agosto, di fronte ad un consiglio di guerra, che lo imputò di alto tradimento. Il 5 settembre, infine fu condannato a morte mediante impiccagione; si rivelarono vani tutti i tentativi della Perlasca Bonizzoni per fargli ottenere la grazia, dato che, con la sua morte l'Austria avrebbe raggiunto almeno tre importanti obiettivi: bloccare la trama veneta con una condanna esemplare, lanciare un monito alla Tipografia Elvetica, ponendo una forca simbolica davanti a Capolago, indurre le autorità svizzere a essere meno ospitali con gli esuli.
La sentenza, firmata dal governatore militare di Venezia, Karl von Gorzowsky, lo accusava:
Degli altri imputati, Flora e Tedeschi furono condannati rispettivamente otto e dieci anni di reclusione in fortezza, mentre il Maisner fu, in un primo tempo, anch'egli condannato alla forca. Successivamente, la sua condanna fu però commutata, da parte del governatore Josef Radetzky, in dieci anni di lavori forzati con ferri pesanti.

## L'esecuzione
Secondo alcuni storici, l'imperatore Francesco Giuseppe firmò immediatamente, e senza alcuna esitazione, la sentenza capitale di Dottesio, in quanto profondamente offeso dal contegno tenuto dalla cittadinanza e dall'amministrazione comunale di Como in occasione della sua recente visita alla città lariana: l'accoglienza riservatagli era infatti stata assai negativa e ostile. Certo è che la politica repressiva del governo austriaco non lasciava spazio alla clemenza come dimostreranno i processi politici degli anni successivi e le numerose condanne a morte, come quelle dei famosi Martiri di Belfiore.
All'alba dell'11 ottobre 1851, Luigi Dottesio fu condotto al patibolo, presso il Campo di Marte di Venezia. Il boia, giunto appositamente da Graz per l'occasione, si dimostrò del tutto incapace nell'esecuzione del supplizio, causando al condannato atroci sofferenze e una lunga agonia.

## Le ragioni della condanna

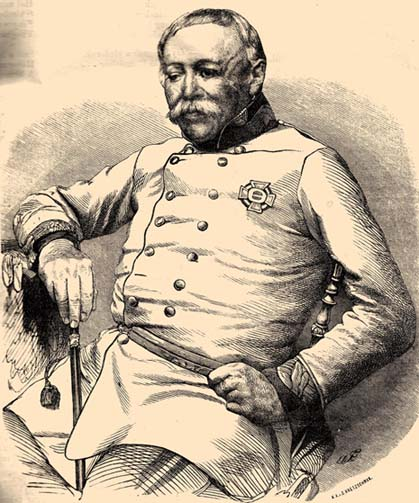
Il feldmaresciallo Radetzky, governatore del Lombardo-Veneto.

Le ragioni di tanta atroce durezza hanno a che fare con la generale attitudine di Radetzky.  Ma, trascorsi due anni e mezzo dalla battaglia di Novara, lo stesso Radetzky riprese la repressione e colpì i contemporanei.  La sfortuna del Dottesio fu anche che il suo arresto coincise con l'esito fallimentare dei due viaggi dell'Imperatore nel Lombardo-Veneto (marzo-aprile a Venezia, settembre-ottobre a Milano-Como-Monza).
Francesco Giuseppe, infatti, era stato accolto ovunque con grande freddezza; ed in particolare il Municipio di Como si era schermito dal prestare comandato omaggio allo imperatore sceso a visitare le provincie Lombardo-Venete:  ciò aveva personalmente umiliato il monarca ed aveva mostrato come la politica di Radetzky non avesse ottenuto alcun successo nell'avvicinare le popolazioni e la nobiltà al regime asburgico.  A coronamento del tragico vuoto politico, successivamente alla visita a Como era seguito un confuso episodio di insubordinazione che interessò le truppe nel corso delle manovre militari tenute dall'Esercito Austriaco a Somma Lombardo, nella brughiera a sud di Varese, alla presenza dello stesso Francesco Giuseppe. L'Imperatore temette una congiura e rientrò rapidamente a Vienna.  

Tutto ciò non dovette dispiacere troppo a Radetzky plenipotenziario, che, in coincidenza con i falliti viaggi, aveva emesso due proclami (21 febbraio e 19 luglio 1851), i quali decretavano da uno a cinque anni di carcere duro a chiunque fosse stato scoperto in possesso di scritti "rivoluzionari" (altrimenti detti patriottici), reimponeva lo stato di assedio e considerava responsabili le municipalità che avessero ospitato società segrete.  

Accadde così che, con decreto del 2 ottobre, il feldmaresciallo (considerata la condotta sleale, ipocrita, imperdonabile del Consiglio municipale di Como, i pretesti frivoli quanto ingiuriosi per sottrarsi all'omaggio dovuto) sciogliesse il Municipio di Como, promettendo di ricostituirlo per via di sudditi fedeli e leali. Pochi giorni dopo, Luigi Dottesio veniva impiccato.
Dottesio, quindi, servì al feldmaresciallo come doppio esempio: poiché comasco fu monito per la città (punita per l'inaccettabile accoglienza riservata all'Imperatore e per la ribellione del marzo 1848); in quanto suddito infedele, servì a mostrare la serietà delle intenzioni esposte nel proclama.

## Il rimpatrio delle ossa
Con certezza ancora nel 1854 la polizia austriaca teneva sotto controllo Giuseppa Perlasca Bonizzoni, vedova dal 1848, madre di sei figli, convivente del Dottesio (non potendosi risposare per l'opposizione dei parenti).  Trasferito il Dottesio a Venezia, ella si era munita di un passaporto falso e vi si era recata, per essere riconosciuta ed espulsa dopo soli tre giorni.
Negli anni successivi, ripresi i contatti con la Tipografia Elvetica, arrestata e torturata nel carcere di Mantova, venne liberata per grazia sovrana nel marzo 1853. Perse un figlio nella battaglia di San Martino. Nel 1868, dopo la liberazione di Venezia, fece traslare le ossa di Dottesio a Como, ove furono tumulate insieme con quelle degli altri comaschi caduti nel 1848.

## Il giudizio complessivo sull'opera di Dottesio
In merito all'operato di Dottesio, significativo è il giudizio Giuseppe Monsagrati, nella relativa voce del Dizionario Biografico degli Italiani:
Angelo Giacomelli, patriota e poi politico del Regno d'Italia, che fu arrestato in seguito all'ondata repressiva scatenatasi dopo la cattura di Dottesio, ebbe invece a dire: